# Kelcz család

A fületinczi Kelcz család címere.

A fületinczi illetve fületinczi és loóki Kelcz család (néha így is előfordul: Keltz) egy Vas, Abaúj és Ung vármegyei nemesi származású család, ma is élő leszármazottakkal.

## Család története

### A Vas vármegyei ág
A családi hagyomány szerint a Kelcz család Németföldről származott és első ismert őse Cheltz Gottfried, aki 1321-ben esett el. 1568. március 2-án fületinczi Kelcz István (fl. 1568), szomszédvári várnagy és fivére, Kelcz Farkas, valamint István gyermekei: János, Miklós és András, nemességet és családi címert nyert Miksa magyar királytól. A család a „fületinczi” nemesi előnevet a már megszűnt Muraszombati járásbeli település után használja.
Fületinczi Kelcz István fia Kelcz Miklós (fl. 1568–1614) feleségül vette büdinczi Lancsák (Lanschák) Erzsébetet (fl. 1625), akitől származott fia Kelcz János (fl. 1611–1630) deklesini harmincados, földbirtokos. Fületinczi Kelcz János kétszer nősült meg; az első neje Czitaróczy Zsófia Magdolna, akinek az apja Czitaróczy György (fl. 1596–1614), földbirtokos, Erdődy Tamás gróf követe, a szlavóniai nemesi származású Schytaroczy család sarja. Kelcz János harmincadosnak a második neje a Zichy család középnemesi ágából származó zicsi Zichy Krisztina (fl. 1624) volt, akinek a szülei zicsi és zajki Zichy Mihály (fl. 1583–1641), Sopron vármegyei szolgabíró, Vas vármegye szolgabírája, földbirtokos, és domölki Dömölky Katalin voltak. Az apai nagyszülei zicsi Zichy György (fl. 1548–1604), Moson és Vas vármegye alispánja, földbirtokos és asszonyfalvi Ostffy Anna (fl. 1527–1558) voltak. Kelcz Jánosné Zichy Krisztinának az elsőfokú unokatestvére zicsi és vázsonkeöi gróf Zichy István (1616–1692) tárnokmester, mosoni főispán volt. Anyagi nehézségek miatt 1624-ben zicsi Zichy Mihálynak a gyermekei: zicsi Zichy Dorottya, akinek a férje a kisbarnaki Farkas családból való kisbarnaki Farkas Mihály, földbirtokos, Kelcz Jánosné zicsi Zichy Krisztina és Zichy Ferenc elhagyott teljes nemesi kúriájukat Szentgyörgyvölgyén Zala megyében nemes Németh Mátyásnak és Miklósnak 110 forintért zálogosították el. (Ennek a családnak távoli leszármazottja az ismert festő, Zichy Mihály is (1827-1906).)
Kelcz Jánosnak a fia Kelcz György (fl. 1661–1663), földbirtokos, aki 1663-ban földbirtokadományban részesült. Kelcz Györgynek a felesége az osztopáni perneszy családnak a sarja, Perneszy Borbála lett, akinek a szülei Perneszy István és nádasdi Darabos Orsolya voltak. Kelcz Jánosnak három lánya volt: nemes Vasváry Mihályné Kelcz Éva, barkóczi Szmodits Jánosné Kelcz Katalin, valamint Kelcz Anna (fl. 1650), akinek a férje barkóczi Rosty János (fl. 1632–1650), földbirtokos volt. A barkóczi Rosty családból származó Rosty Jánosné Kelcz Anna fia, Rosty István (fl. 1684–1718), a gróf Batthyány család jószágkormányzója, 1691. június 21-én birtok átruházásban részesült; a földbirtokok, amikhez jutott eredetileg Sankovics Ádámé voltak, akinek a szülei Sankovics György (fl. 1660–1686), a gróf Batthyány család jószágkormányzója és Szmodits Dorottya, valamint egyben Szmodits Jánosné Kelcz Katalin unokája is volt. Rosty István és felesége Jobbágyi Regina hosszú évekig ápolta Szmodits Jánosné Kelcz Katalin unokáját, Sankovics Ádámot, és ezért szerezték adományban a földeket.
Az egyik fiúgyermeke Kelcz János deklesini harmincadosnak Kelcz Ádám volt, aki elvette felsőeőri Zarka Erzsébet kisasszonyt. Kelcz Ádám és Zarka Erzsébet házasságából két fiúgyermek született: az egyik fületinczi Kelcz Mihály (†1701), földbirtokos, aki 1678. február 9. és 1692. augusztus 21. között Zala vármegye szolgabírája, majd 1692 és 1698 között alispánja volt; Kelcz Mihály fiatal korában az alsólendvai uradalom tiszttartója, Nempthy-i javak főintézője, és gróf Eszterházy Pál familiárisa volt. Később 1696. március 26-án a vármegye alispánjaként szolgált. A másik fia Kelcz Ádámnak fületinczi Kelcz Péter, aki a felsőőri járásbeli Németszentmihályon lakott. A Kelcz család Németszentmihályon a Mária Terézia kori úrbérrendezésén 58 úrbéri holddal és 6 jobbággyal rendelkezett. A németszentmihályi lakós fületinczi Keltz Péternek és a második nejének, palásti és keszihóczi Palásthy Annának egyik gyermeke fületinczi Kelcz Imre (1707–1792), bölcseleti és teológiai doktor, győri prépost-kanonok, Jézus-társasági hittérítő és fületinczi Keltz Zsigmond, abaúji alispán, aki elvette rozgonyi Várady Rozáliát, és ezzel megállapította a család Abaúj vármegyei ágát.
Kelcz Péter és első feleségétől, szentviszlói Deseő Erzsébettől (†1695) származott fületinczi Keltz Ádám (1690–1756), Vas vármegyei kerületi királyi táblabíró. Kelcz Ádám 1754. december 30-án szerzett királyi tanácsosi címet Mária Terézia magyar királynőtől, és első feleségétől, Niszkesz Máriától született: Kelcz Ignác (1729–1802) hadnagy, és Kelcz József (1721–1783), királyi tanácsos. A második nejétől, Stark Évától született Kelcz János (1741-1828) jezsuita szerzetes, soproni plébános, vérteszentkereszti apát, és Kelcz Eleonóra (1746–1787), pallini Inkey Boldizár (1726–1792) zalai alispán neje.
Fületinczi Kelcz József (1721–1783) királyi tanácsos első neje csányi Csányi Mária volt, akinek a halála után, majd 1757. február 9-én Kőszegen feleségül vette nemesságodi Szvetics Máriát (1741–1811), nemességodi Szvetics József (1696–1762), kőszegi főbíró lányát, nemesságodi gróf Szvetics Jakab királyi tanácsos unokahúgát. 1776. augusztus 23-án Mária Terézia magyar királynőtől szerezte meg a Sopron vármegyei beői nevű települést. Kelcz József, a Magyar Kancellária tanácsosa, 1778. április 11-én, Mária Terézia magyar királynőtől szerezte adományban a Fejér vármegyei Loók nevű települést. 1788. február 14-én Kelcz József tanácsos özvegye, nemesságodi Szvetics Mária és gyermeke Kelcz Károly számára, valamint rokona, Kelcz Ádám, a Helytartótanács titkára számára, erősítették meg a loóki település átruházását. A Kelcz családnak ez az ága innentől fogva kezdte használni a „loóki” nemesi előnevet az eredeti „fületinczi” mögé. Kelcz József és Szvetis Mária gyermekei Kőszegen születtek: ifjabb Kelcz Ádám (1762–1841), a kancellária udvari tanácsos, és fületinczi és loóki Kelcz Károly (1759–1808), vasi insurgens kapitány volt, aki feleségül vette vajai és ibrányi Ibrányi Teréz (1767–1809) úrleányt. Házasságukból született: Kelcz József, Kelcz Mária és Kelcz János.

#### A Borsod vármegyei ág
A Borsod vármegyei ág a család Vas vármegye ágának a folytatása. Fületinczi és loóki Kelcz Károly (1759–1808) vasi insurgens kapitány és Ibrányi Teréz fia, fületinczi és loóki Kelcz János (1789–?) aki 1821. október 14-én vette el Nyírtasson csepei Zoltán Mária (1802–1886) kisasszonyt, Ibrányi Károly és Krajnik Mária lányát. Kelcz János és Zoltán Mária házasságából több gyermek született: Kelcz Júlia, kelcz István, jakobei Lányi Istvánné Kelcz Amália, csepei Zoltán Ferencné Kelcz Erzsébet, és fületinczi és loóki Kelcz Pál (1832–1917) őrnagy, királyi testőrtiszt, akinek a felesége báró vajai Vay Ilona (1841–1929) volt. Kelcz Pálné báró Vay Ilona szülei báró vajai Vay Lajos (1803–1888), Borsod vármegye követe majd főispánja, és gróf széki Teleki Erzsébet (1812–1881) voltak. Kelcz Pál és báró Vay Ilona házasságából egyetlenegy gyermek született: fületinczi és loóki Kelcz Sándor (1875–1944), császár és királyi kamarás.
Kelcz Sándor (1875–1944) kamarás 1902. június 21-én Budapesten vette el mezőtelegdi Telegdy Ilona (1889–1952) úrleányt, mezőtelegdi Telegdy József (1854–1916), országgyűlési képviselő és Flatt Malvin (1854–1939) lányát. Kelcz Sándor családja férfiágon kihalt a leányával, dr. Unkelhaeuser Ferencné fületinczi és loóki Kelcz Malvinnal (1903.–†?). Malvinnak voltak leszármazottjai, férjétől 1926-ban vált el.

#### Az Abaúj vármegyei ág
Az Abaúj vármegyei ág a Vas vármegyei ágnak a folytatása. Fületinczi Kelcz Péternek, a második feleségétől, palásti és keszihóczi Palásthy Annától származott fületinczi Kelcz Zsigmond, aki az 1730-as években Abaúj-Torna vármegyébe költözött el, ott 1732-ben nemesi bizonyságlevelet nyert Vas vármegyétől, és 1739-ben abaúji alispán volt. Fületincz Kelcz Zsigmond elvette a tehetős Várady család utolsó sarját és örökösét, Várady Rozáliát, aki Várady István zempléni szolgabíró és Görgey Erzsébet lánya volt, és ezzel kezdődött a családnak ez az ágának a felemelkedése. A Mária Terézia kori úrbérrendezésen Kelcz Zsigmond 4 úrbéri birtokos ura, amely összesen 607 úrbéri holdat alkotott; ezeken 31 jobbágy, 3 zsellér és 4 házatlan zsellér lakott. Ezzel az úrbéri birtok állománnyal, Kelcz Zsigmond a köznemesség felső és igen tehetős rétegéhez tartozott.
Kelcz Zsigmond és Várady Rozália fia Kelcz Antal (†1800), királyi tanácsos, aki 1760-ban a vármegye főjegyzője volt, majd az alispánja. Kelcz Antal feleségül vette prmóczi Szentmiklóssy Karitász kisasszonyt, majd ennek a halála után, a második felesége, cserenki és tarkeői Dessewffy Johanna (1744–1809) lett. Mária Terézia úrbérrendezés korában, fületinczui Kelcz Antal két úrbéri birtoka volt Abaúj vármegyében, amely összesen 611 úrbéri holdból állt, 22 jobbágya, 13 zsellére, és 4 házatlan zsellére volt. Kelcz Antal ága gyermekeiben kihalt; az egyetlen fiúgyermeke ifjabb fületinczi Kelcz Antal (1758–1799), Ferdinánd főherceg II. gyalogezredénél szolgált. A francia hadjárat alatt 1796-ban Kehinél, majd 1799-ben pedig Neckeraunál, végül Weissenburgnál súlyosan megsebesült és 1799-ben hunyt el Heidelbergben.
Kelcz Zsigmond és Várady Rozália másik gyermeke, fületinczi Kelcz Péter, abaúji szolgabiró volt. Kelcz Péter nejétől, selyebi Tiszta Borbálától született fületinczi Kelcz János abaúji főszolgabíró. Kelcz János és pálóczi Horváth Honorata (1781–1855) fia, fületinczi Kelcz Vince (1809-1845), Abaúj vármegye alszolgabírája, ítélőtáblai ülnök volt. Kelcz Vince feleségétől, Vouvermans Karolinától (1805–1845), Kassán született egyetlen fia, fületinczi Kelcz Gyula (1836–1872), a füzéri járás főszolgabirája, királyi törvényszéki bírája.
Kelcz Gyula (1836–1872) főszolgabíró feleségül vette 1857. október 4-én Darócon szmrecsányi Szmrecsányi Zsofia (1840–1882) úrleányt, szmrecsányi Szmrecsányi Jenő (1812–1887) és báró berzeviczei Berzeviczy Mária (1819–1888) lányát. Kelcz Gyula főszolgabiró és Szmrecsányi Zsófia frigyéből Kassán született három fiú- és két leánygyermeke: fületinczi és loóki Kelcz Jenő (1859–1890), a szikszói járás főszolgabirája; fületinczi és loóki Keltz Emma (1871–1947), akinek a férje ippi, érkeserűi és rogozi Fráter Jenő (1867–1945), kamarás, altábornagy, országgyűlési képviselő; fületinczi Keltz Anna (1865–1925), Udránszky József (1857–1945), miniszteri tanácsos felesége; Kelcz Vince (1861–1909), huszártiszt; és ifjabb Kelcz Gyula (1866–1916), császári és királyi kamamrás, országgyűlési képviselő, Bars vármegye főispánja.
Kelcz Gyula főispán feleségül vette 1893. október 14-én Budapesten klobusiczki és zétényi Klobusiczky Lívia (1871–1926) kisasszonyt, Klobusiczky János és Hammer Emma lányát. Kelcz Gyula főispán és Klobusiczky Lívia házasságából több gyermek született: Keltz Melitta; Keltz Jenő; Keltz Ilona; Keltz János; Keltz Simon; Keltz Margit; Keltz Zsófia és Keltz Péter.

## A család kiemelkedő tagjai
- fületinczi Kelcz János (fl. 1611–1630) deklesini harmincados, földbirtokos.
- fületinczi Kelcz József (1721–1783) királyi tanácsos, földbirtokos.
- fületinczi Kelcz Imre (1707–1792) bölcseleti és teológiai doktor, győri prépost-kanonok, Jézus-társasági hittérítő.
- fületinczi Kelcz Antal (†1800), királyi tanácsos, Abaúj vármegye alispánja, főjegyzője, földbirtokos.
- fületinczi Kelcz Vince (1809–1845), Abaúj vármegye alszolgabírája, ítélő táblai ülnök, földbirtokos.
- fületinczi Kelcz Gyula (1836–1872), a füzéri járás főszolgabírája, királyi törvényszéki bírája, földbirtokos.
- fületinczi Kelcz Gyula (1866–1916), császári és királyi kamamrás, országgyűlési képviselő, Bars vármegye főispánja, földbirtokos.

## A család címere
A fületinczi Kelcz család címere: „Vörösben és kékben négyelt pajzs, az 1-ben három fehér strucztollal ékesített rostélyos sisak, a 2-ban hajlott pánczélos kar, kezében görbe kardot tartva, mely egy fehér turbános, bajuszos fejen van keresztül szúrva, a 3-ikban befelé fordult evet, előlábaival diót tart, a 4-ikben arany oroszlán, fölemelt jobbjában aranymarkolatú kardot tartva. Sisakdísz: nyilt, jobbról kék és arany, balról fehér és vörös szintben osztott szárny. Takarók: kék-arany, vörös-ezüst.”